# 林龍屬
林龍屬（學名：Hylaeosaurus）又名森林龍、叢林龍或海拉爾龍，是種原始甲龍亞目恐龍，是理查·歐文（Richard Owen）在1842年提出恐龍總目的第一次定義時，所參考的三類動物之一，而且是當中最不清楚的。在1832年，吉迪恩·曼特爾（Gideon Mantell）在英格蘭南部蘇塞克斯的森林發現林龍的標本。因此林龍的屬名是由古希臘文的「υλη」（即森林）加上「σαυρος」（蜥蜴）而來。標本目前存放在倫敦的自然歷史博物館，並保存在被發現時的石灰岩內。這個標本是這個林龍的最完整標本。牠是第一種被發現的甲龍類，也是繼斑龍和曼特爾發現的另一種禽龍之後，第三種被確認是恐龍的動物。

## 描述及環境

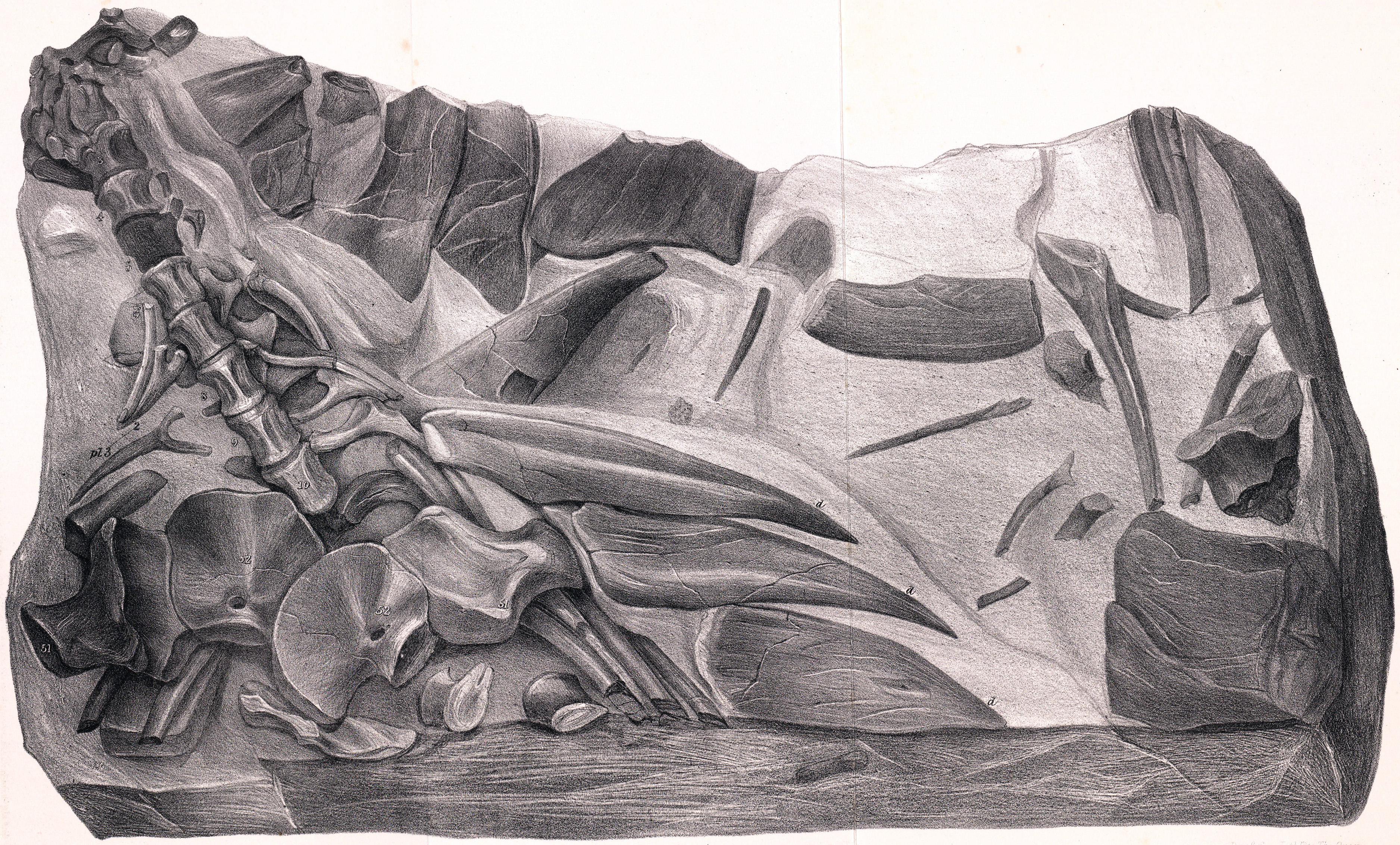
林龍的化石，仍位於母岩中

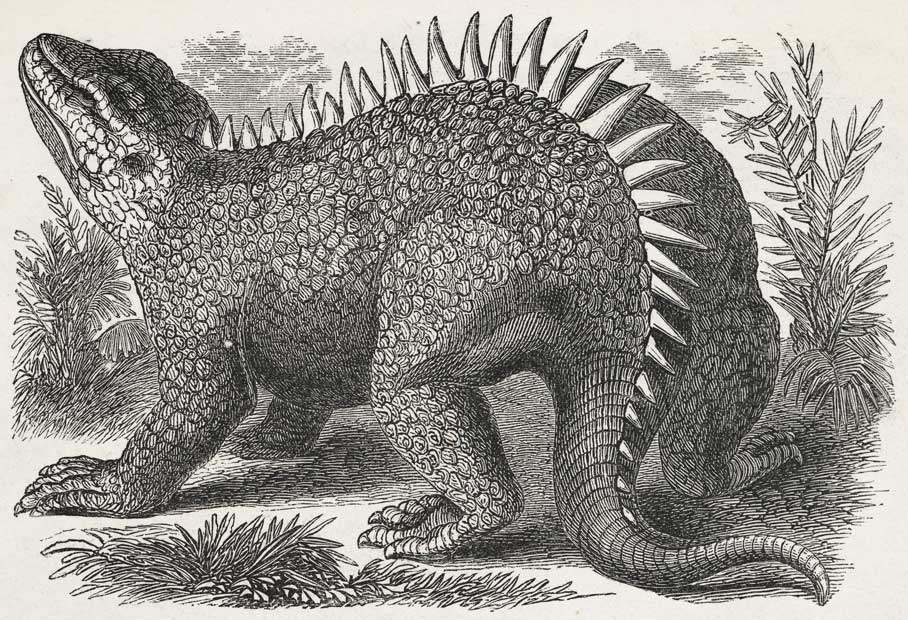
1871年所繪製的林龍素描

林龍生存於下白堊紀凡藍今階至貝里亞階，約1億3500萬年前的。吉迪恩·曼特爾原先估計牠們約有7.6米長，或約是當時其他恐龍的禽龍及斑龍的一半長度。目前估計林龍只有約6公尺長。
林龍是相當典型的裝甲恐龍，在其肩膀處有三根長尖刺，臀部有兩根尖刺，以及沿背部有三列裝甲。尾巴可能還有一列裝甲。林龍的頭部很長，較像結節龍多於甲龍。頭部前有喙狀嘴，顯示牠們可能是吃地面上的低矮植物。

## 分類

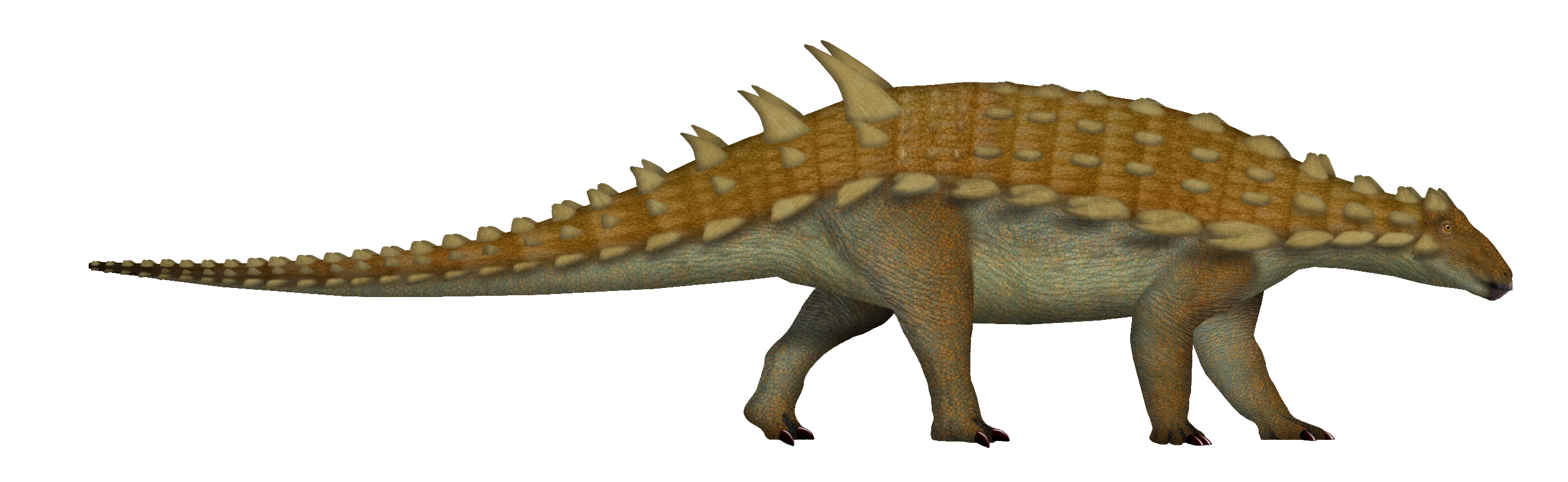
林龍的復原圖

模式種是武裝林龍（H. armatus），是在1833年由吉迪恩·曼特爾描述、命名的，當時是林龍屬的唯一物種。牠們的化石只有兩組部份骨骼、一些尖刺與鱗甲、以及其他不同的小型碎片。最完好的標本是一組骨骼的前半段，但缺乏了大部份的頭部，只有在石灰岩表面的部份可供研究。
Polacanthoides ponderosus、康氏林龍（H. conybearei）、以及歐文氏林龍（H. oweni）過去曾被認為是獨立的物種，但目前都已確定為武裝林龍的異名。曾有科學家提出林龍與多刺甲龍其實是同一物種，但兩者的骨骼結構上卻有數處的不同。

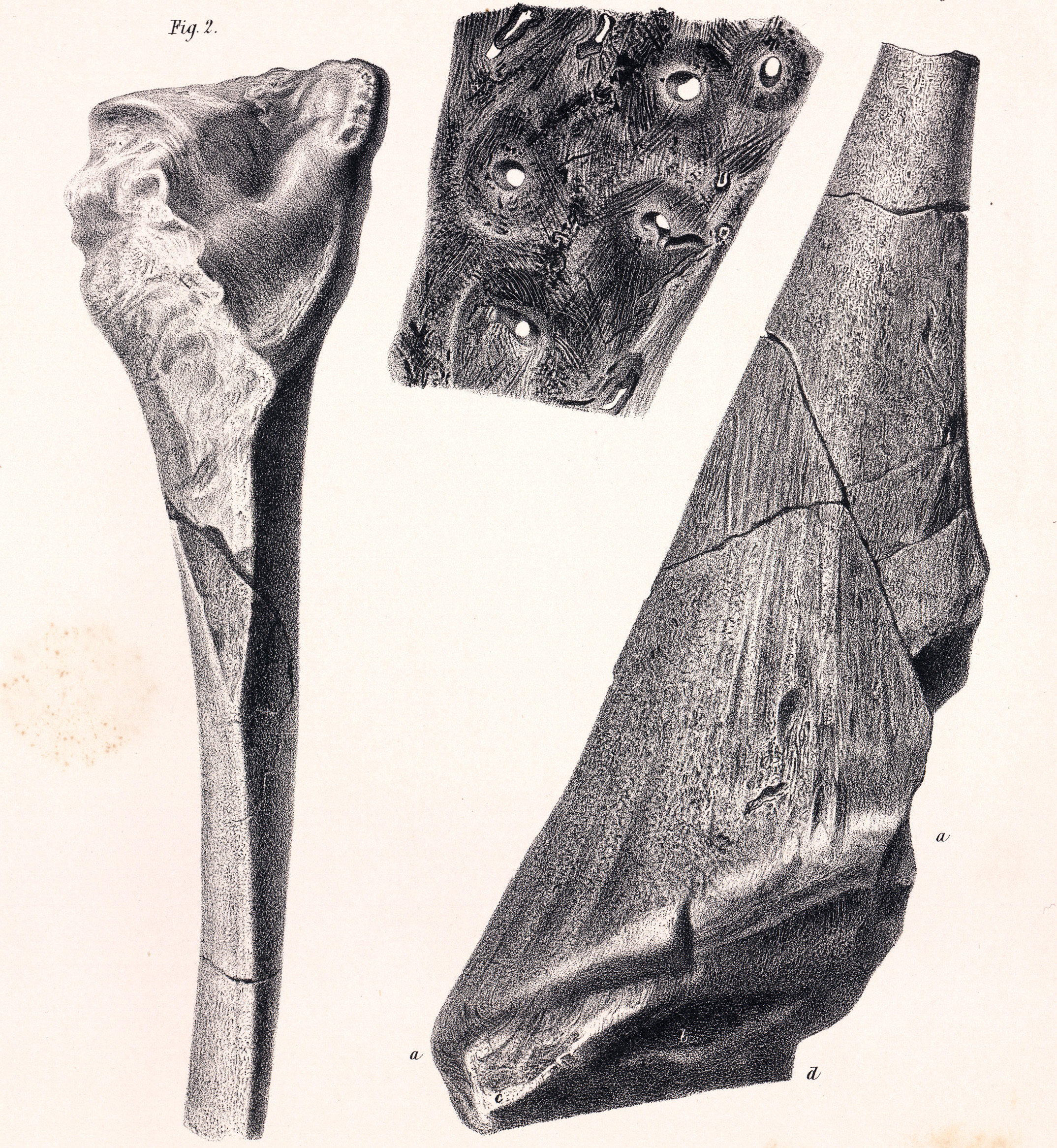
林龍的鱗甲

## 歷史
林龍的第一個化石是在薩西克斯郡發現。在懷特島及法國亞爾丁還發現其他的化石，但在法國發現的化石可能是屬於多刺甲龍的。在1833年，吉迪恩·曼特爾將他的發現出版了平版印刷，之後在1840年出版了另一幅繪圖。
曼特爾原先提出林龍的意思是「森林蜥蜴」，是以化石發現地的蒂爾蓋特森林來命名。後來，他又指出這是指「威爾德的蜥蜴」，即以發現林龍的早白堊紀威爾德岩層來命名；威爾德（Wealden）也帶有森林的意思。
武裝林龍的種小名意為「有裝甲的」，是因在牠們的背部有多排尖刺，尾巴可能也有。

## 外部連結
- 恐龍博物館──林龍 （页面存档备份，存于）
- 1833年林龍的發現
- 林龍的描述